# Johann Georg Czigan (Hofbeamter)
Johann Georg Czigan (* ? in Mersine bei Wohlau; † ? in Brieg, Schlesien) war ein deutscher Hofbeamter.

## Leben
Czigan (gelegentl. auch Cigan oder Zigan) stammt aus einem uralten schlesischen Adelsgeschlecht. Über seine Kindheit und Jugend ist nach derzeitigem Stand der Forschung nichts bekannt.
Am Hof des Herzogs Christian in Schlesien zu Brieg, Wohlau und Liegnitz war Czigan Stallmeister.
Auf der Brautfahrt seines Dienstherrn begleitete Czigan diesen zusammen mit Johann von Spanner. Auf dieser Reise wurde Czigan am 7. Juli 1648 in Anhalt zusammen mit seinem Dienstherrn und Johann von Spanner in die Fruchtbringende Gesellschaft aufgenommen. Den Aufnahmefeierlichkeiten stand Fürst Ludwig I. von Anhalt-Köthen vor.
Der Fürst verlieh Czigan den Gesellschaftsnamen der Verderbende und das Motto den Nieren- und Blasenstein. Als Emblem wurde Czigan Donnernelken (Dianthus deltoides L.) zugedacht. Im Köthener Gesellschaftsbuch findet sich sein Eintrag unter der Nr. 507. Hier ist auch das Reimgesetz verzeichnet, das er anlässlich seiner Aufnahme verfasst hatte:
Der Donnernelcken kraft verderbt den Nierenstein.
Er wird der blasen ab durch sie Zugleich getrieben
Verderbend’ heiß’ ich nun Man laß’ ins hertzen schrein
Der laster lose schar ja nimmermehr einschieben.
Jch wil mich unbefleckt verhalten und stets rein,
Bevorab fleißiglich in aller tugend üben:
Die frucht verdirbt dan nicht die man fortbringen sol,
Wan ein Rechtschafner mann steckt aller tugend vol.
| Personendaten    | Personendaten                              |
| ---------------- | ------------------------------------------ |
| NAME             | Czigan, Johann Georg                       |
| KURZBESCHREIBUNG | Mitglied der Fruchtbringenden Gesellschaft |
| GEBURTSDATUM     | 17. Jahrhundert                            |
| GEBURTSORT       | Mersine bei Wohlau                         |
| STERBEDATUM      | 17. Jahrhundert                            |
| STERBEORT        | Brieg, Schlesien                           |